# Goczałkowice Zdrój (przystanek kolejowy)
Goczałkowice Zdrój – przystanek kolejowy w Goczałkowicach-Zdroju, w województwie śląskim, w Polsce. Stacja obsługuje ruch lokalny Katowice – Bielsko-Biała.

## Ruch pasażerski

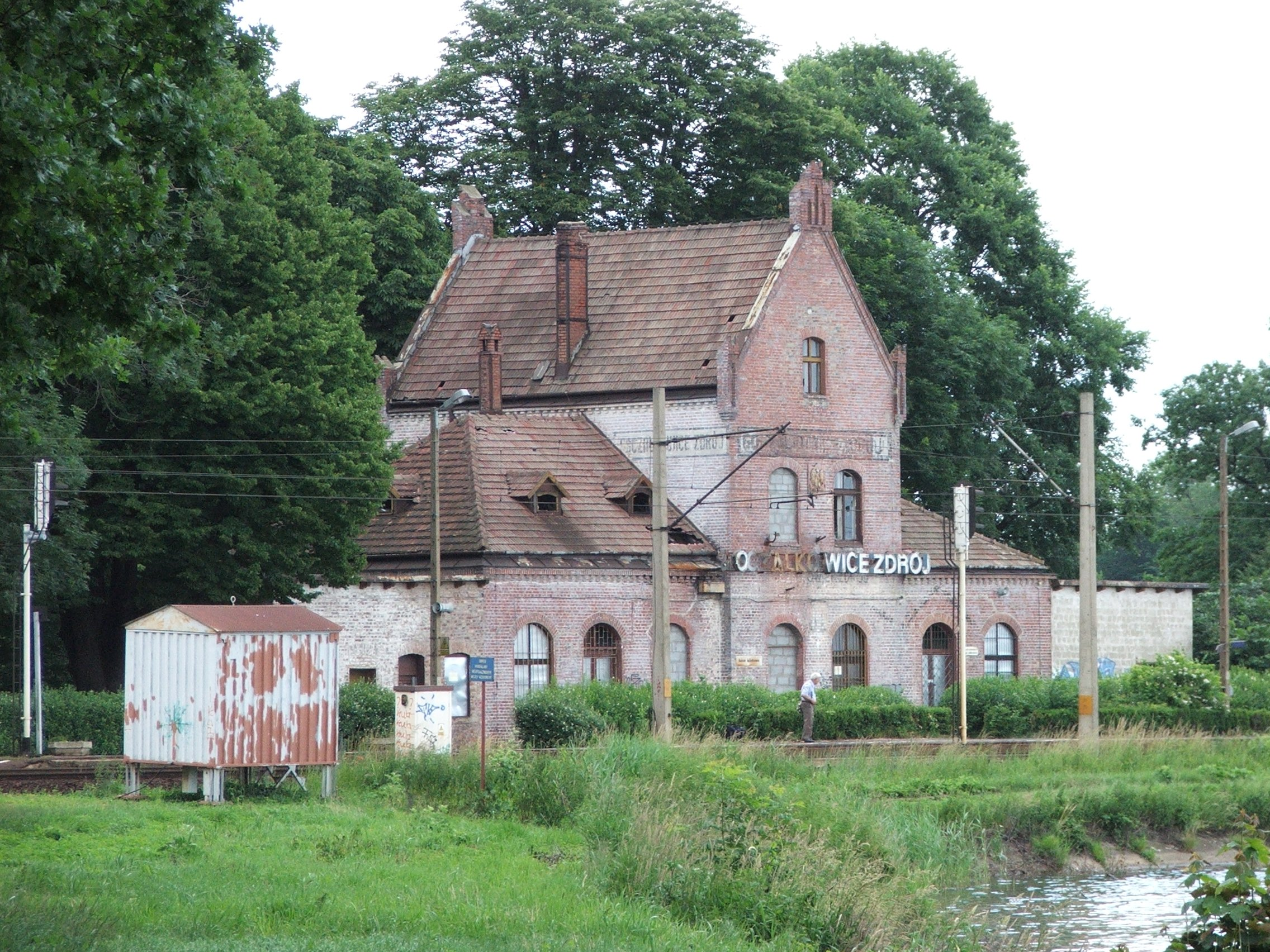
Zdewastowany budynek dworca (przed remontem)

| Rok  | Wymiana pasażerska na dobę |
| ---- | -------------------------- |
| 2017 | 200-299                    |
| 2022 | 0-9                        |

## Historia
Most kolejowy oraz dworzec wybudowano w latach 90. XIX wieku. Dworzec położony był na trasie kolei Warszawsko-Wiedeńskiej, a pierwszy pociąg przejechał przez Goczałkowice 24 czerwca 1870.
Budynek spełniał swoją rolę do początku XXI wieku, gdy zamknięto kasy i poczekalnie ze względu na coraz większą ilość bezdomnych. W 2013 zabytkowy dworzec trafił do gminy Goczałkowice-Zdrój. W grudniu 2015 roku zakończono remont budynku. Otwarto w nim Centrum Obsługi Ruchu Turystycznego. W listopadzie 2020 dworzec otrzymał tytuł Dworca Roku 2020
Decyzją Śląskiego Wojewódzkiego Konserwatora Zabytków z 30 stycznia 2023 do rejestru zabytków nieruchomych województwa śląskiego pod numerem A/1125/23 wpisano budynek dworca kolejowego Goczałkowice-Zdrój przy ul. Uzdrowiskowej 74, wraz z historyczną aleją dojazdową i najbliższym otoczeniem obejmującym w całości teren działek ewidencyjnych nr 747/112 i 750/111.